# Bembidion laticeps
Bembidion laticeps is een keversoort uit de familie van de loopkevers (Carabidae). De wetenschappelijke naam van de soort is voor het eerst geldig gepubliceerd in 1858 door Leconte.